# Suwâld
Suwâld est un village situé dans la commune néerlandaise de Tytsjerksteradiel, dans la province de la Frise. Son nom en néerlandais est Suawoude. Le 1er janvier 2009, le village comptait 660 habitants.